# Spominski znak Rožna dolina - Vrtojba
Spominski znak Rožna dolina - Vrtojba je spominski znak Slovenske vojske, ki je namenjen pripadnikom takratne TO RS, ki so sodelovali pri zavzetju mejnega prehoda Rožna dolina in Vrtojba.

## Nosilci
- seznam nosilcev spominskega znaka Rožna dolina - Vrtojba